# André Ravestijn
André Ravestijn (Maastricht, 25 september 1925 – aldaar 29 oktober 1992) was een Nederlands voetballer. De aanvaller kwam uit voor MVV, Juliana en Fortuna '54.
Zijn familienaam werd op verschillende manieren geschreven, het vaakst als 'Ravenstein'. Zo luidt ook zijn naamsvermelding op het monument van Fortuna’54 in Geleen.

## Beginjaren
Als geboren en getogen Maastrichtenaar kwam hij op 17-jarige leeftijd bij MVV. Hij scoorde zijn eerste competitietreffer op 10 oktober 1943 toen MVV thuis met 5-1 won van PSV. Ravestijn scoorde het vierde Maastrichtse doelpunt.
In 1946 stapte hij over naar Juliana. Spelers die van club wisselden, moesten in die tijd vaak een jaar wachten voordat ze voor hun nieuwe vereniging mochten uitkomen. Daardoor ging het seizoen 1946/47 grotendeels verloren. Na twee jaar keerde hij weer terug bij MVV waar hij uitgroeide tot een echte dribbelaar op de linkerflank. De blonde aanvaller verwierf bij het publiek de koosnaam De Witte.

## Breuk met MVV
In het begin van het seizoen 1953/54 raakte hij in onmin met MVV waardoor hij in dat seizoen maar twee competitieduels speelde. Het was aan de vooravond van de opkomst van het beroepsvoetbal in Nederland.
Samen met teamgenoot Wim Dormans, die eveneens door onenigheid op het tweede plan was beland, waagde hij de overstap naar de nieuwe profclub Fortuna'54 dat ging spelen in de 'wilde' competitie van de NBVB.

## Toptijd bij Fortuna'54
De Maastrichtse aanvaller maakte in de tweede helft van de jaren vijftig de hoogtijdagen mee bij Fortuna'54 dat enkele buitenlandse ex-profs  aantrok zoals Bram Appel, Bart Carlier, Cor van der Hart en Frans de Munck.
Ravestijn werd in 1955 geselecteerd voor het Nederlands B-elftal. Hij stond in de basis op 3 april tegen België-B (3-3). 
Het beste jaar was 1956/57 toen de Geleense club in de Eredivisie als tweede eindigde achter landskampioen Ajax en de KNVB beker won door Feyenoord op 16 juni 1957 met 4-2 te verslaan.

## Einde in zicht
In zijn laatste jaar (1959/60) bij Fortuna'54 kwam hij minder aan spelen toe. Hij besloot als bijna 35-jarige voor de derde keer naar MVV te gaan. Daar speelde hij zijn laatste seizoen als profvoetballer.
Meteen na zijn actieve loopbaan werd hij in 1961 trainer bij VV Standaard. De Maastrichtse amateurclub kwam uit in de Eerste klasse, toen het hoogste niveau. Met Ravestijn als speler-trainer greep Standaard het kampioenschap in de Eerste klasse F. In de strijd om de landstitel finishte de Maastrichtse club als derde achter nationaal kampioen Xerxes.
André Ravestijn overleed op 67-jarige leeftijd in Maastricht. De uitvaart was op 2 november 1992 in de St. Theresiakerk.

## Carrièrestatistieken
| Seizoen | Club        | Land      | Competitie            | Competitie | Competitie | Beker | Beker | Internationaal | Internationaal | Overig | Overig | Totaal | Totaal |
| Seizoen | Club        | Land      | Competitie            | Wed.       | Dlp.       | Wed.  | Dlp.  | Wed.           | Dlp.           | Wed.   | Dlp.   | Wed.   | Dlp.   |
| ------- | ----------- | --------- | --------------------- | ---------- | ---------- | ----- | ----- | -------------- | -------------- | ------ | ------ | ------ | ------ |
| 1943/44 | MVV         | Nederland | Eerste klasse Zuid    | ?          | 5          | –     | 0     | 0              | 0              | 0      | 0      | ?      | 5      |
| 1945/46 | MVV         | Nederland | Eerste klasse Zuid II | ?          | 12         | –     | 0     | 0              | 0              | 0      | 0      | ?      | 12     |
| 1946/47 | Juliana     | Nederland | Eerste klasse Zuid II | ?          | 0          | –     | 0     | 0              | 0              | 0      | 0      | ?      | 0      |
| 1947/48 | Juliana     | Nederland | Eerste klasse Zuid I  | ?          | 2          | –     | 0     | 0              | 0              | 0      | 0      | ?      | 2      |
| 1948/49 | MVV         | Nederland | Eerste klasse Zuid I  | ?          | 4          | –     | 0     | 0              | 0              | 0      | 0      | ?      | 4      |
| 1949/50 | MVV         | Nederland | Eerste klasse Zuid I  | 18         | 6          | –     | 0     | 0              | 0              | 0      | 0      | 18     | 6      |
| 1950/51 | MVV         | Nederland | Eerste klasse E       | 22         | 5          | –     | 0     | 0              | 0              | 0      | 0      | 22     | 5      |
| 1951/52 | MVV         | Nederland | Eerste klasse C       | 25         | 7          | –     | 0     | 0              | 0              | 0      | 0      | 25     | 7      |
| 1952/53 | MVV         | Nederland | Eerste klasse C       | 23         | 4          | –     | 0     | 0              | 0              | 0      | 0      | 23     | 4      |
| 1953/54 | MVV         | Nederland | Eerste klasse D       | 2          | 0          | –     | 0     | 0              | 0              | 0      | 0      | 2      | 0      |
| 1954/55 | Fortuna '54 | Nederland | NBVB (Afgebroken)     | 10         | 2          | –     | –     | 0              | 0              | 0      | 0      | 10     | 2      |
| 1954/55 | Fortuna '54 | Nederland | Eerste klasse B       | 26         | 9          | –     | –     | 0              | 0              | 0      | 0      | 26     | 9      |
| 1955/56 | Fortuna '54 | Nederland | Hoofdklasse A         | 22         | 7          | –     | –     | 0              | 0              | 0      | 0      | 22     | 7      |
| 1956/57 | Fortuna '54 | Nederland | Eredivisie            | 20         | 5          | –     | 0     | 0              | 0              | 0      | 0      | 20     | 5      |
| 1957/58 | Fortuna '54 | Nederland | Eredivisie            | 28         | 5          | –     | 0     | 0              | 0              | 0      | 0      | 28     | 5      |
| 1958/59 | Fortuna '54 | Nederland | Eredivisie            | 28         | 9          | –     | 0     | 0              | 0              | 0      | 0      | 28     | 9      |
| 1959/60 | Fortuna '54 | Nederland | Eredivisie            | 9          | 0          | –     | 0     | 0              | 0              | 0      | 0      | 9      | 0      |
| 1960/61 | MVV         | Nederland | Eredivisie            | 10         | 0          | –     | 0     | 0              | 0              | 0      | 0      | 10     | 0      |
| Totaal  | Totaal      | Totaal    | Totaal                | 243        | 82         | –     | 0     | 0              | 0              | 0      | 0      | 243    | 82     |